# SN 2011an
SN 2011an – supernowa typu IIn odkryta 1 marca 2011 roku w galaktyce UGC 4139. W momencie odkrycia miała maksymalną jasność 18,40m.